# Помандер-Уок
По́мандер-Уо́к (англ. Pomander Walk) — небольшой жилой комплекс в районе верхний Вест-Сайд боро Манхэттен, Нью-Йорк. Район ограничен Бродвеем, Уэст-Энд-авеню, 94-й и 95-й улицами.
Всего комплекс насчитывает 27 двухэтажных коттеджей. Четыре здания выходят на 94-ю улицу, семь — на 95-ю. Фасады восьми коттеджей выходят друг на друга, образуя узкий внутренний двор. Изначально в коттеджах имелось по одной квартире на этаж. Со временем некоторые здания были перепланированы в одноквартирные дома.
В 1920 году антрепренёр Томас Хили (англ. Thomas J. Healy) приобрёл права на 200-летнюю аренду территории, где ныне находится Помандер-Уок. На этом месте он планировал возвести 16-этажный отель. Однако вместо этого в 1921 году он профинансировал возведение двухэтажных коттеджей, которые должны были временно выполнять функцию доходных домов. Дизайн зданий был проработан компанией King and Campbell. Стоимость постройки каждого здания составляла 2950 долларов по курсу того времени. Название жилой комплекс получил по популярной в то время одноимённой пьесе Луиса Паркера, поставленной в Нью-Йорке в 1910 году (по другим данным — в 1911 году).
В 1966 году жители района подали заявку на включение Помандер-Уока в Национальный реестр исторических мест США, но она была отклонена. Однако уже в 1982 году район получил статус достопримечательности Нью-Йорка, а в 1983 году был внесён в реестр исторических мест.
Помандер-Уок был местом проживания таких актёров, как Дороти и Лиллиан Гиш, Мэри Мартин, Хамфри Богарт и Розалинд Расселл.